# Klosje, schietspoel en naald
Klosje, schietspoel en naald of Het klosje, de schietspoel en de naald is een sprookje uit Kinder- und Hausmärchen met volgnummer KHM188, opgetekend door de gebroeders Grimm. De oorspronkelijke naam is Spindel, Weberschiffchen und Nadel.

## Het verhaal
Een meisje wordt jong wees en komt bij haar tante wonen aan het eind van het dorp. Zij verdient de kost met spinnen, weven en naaien. Het meisje wordt vroom opgevoed en als het tien is wordt de vrouw ziek en voelt haar einde naderen. Het huisje is voor het meisje en ook het klosje, de schietspoel en de naald zijn voor haar. Ze zegent het meisje en sterft en wordt begraven. Het meisje woont nu alleen en werkt ijverig. Er zijn veel kopers en ze heeft aan niks gebrek. Een koningszoon zoekt zijn bruid in het land en mag geen arm meisje kiezen, maar een rijke wil hij niet. Degene die de armste en de rijkste is, zal zijn vrouw worden.
Hij wordt naar het huisje aan het eind van het dorp gewezen en op weg ernaartoe ziet hij de rijkste vrouw naast haar eigen huis zitten en ze staat op als ze hem ziet, maar hij gaat haar voorbij. Het armste meisje werkt binnen en gaat door als hij bij haar huisje is, waarna de koningszoon verder rijdt. Ze zingt een versje wat ze van de oude vrouw heeft geleerd tegen het klosje en het klosje springt naar buiten. Er gaat een gouden draad achter het klosje aan en ze pakt de schietspoel en gaat weven aan het spinnewiel.
Het klosje komt bij de koningszoon en hij rijdt langs de gouden draad terug. Hij hoort het meisje zingen en het spoeltje springt uit haar hand naar buiten. Hij weeft een tapijt voor de drempel en er bloeien rozen en lelies aan beide kanten. In het midden komen groene ranken omhoog tegen een gouden achtergrond met hazen en konijntjes. Er zijn herten, reeën en bonte vogels en het lijkt alsof ze zingen. Het meisje gaat naaien en de draad springt uit haar vingers en de tafels en banken worden bedekt met groen laken en de stoelen met fluweel.
Het meisje ziet de witte veer op de hoed van de koningszoon en hij komt het huis binnen, hij herkent de armste en de rijkste en ze wordt zijn bruid. Ze wordt op zijn paard meegenomen en de bruiloft wordt gevierd. Klosje, schietspoel en naald worden in de schatkamer bewaard en in ere gehouden.

## Achtergronden van het sprookje
- Het sprookje komt uit Büchlein für die Jugend (1834) van Ludwig Aurbacher.
- Drie toverdingen komen ook voor in Tafeltje dek je, ezeltje strek je en knuppel uit de zak (KHM36), De ransel, het hoedje en het hoorntje (KHM54), De gouden gans (KHM64), De koning van de gouden berg (KHM92), De raaf (KHM93), De jood in de doornstruik (KHM110), De ijzeren kachel (KHM127) en De waternimf in de vijver (KHM181).
- Het verhaal begint met de moeder die sterft, zie ook De drie mannetjes in het bos (KHM13), Assepoester (KHM21), Van de wachtelboom (KHM47), Sneeuwwitje (KHM53) en Bontepels (KHM65).
- De behulpzame oude vrouw komt in vele sprookjes voor, bijvoorbeeld in De twaalf broeders (KHM9), De duivel met de drie gouden haren (KHM29), De roverbruidegom (KHM40), De drie vogeltjes (KHM96), De zoete pap (KHM103), De groente-ezel (KHM122), De duivel en zijn grootmoeder (KHM125), De stukgedanste schoentjes (KHM133), De ganzenhoedster aan de bron (KHM179), De waternimf in de vijver (KHM181), De ware bruid (KHM186) en De laars van buffelleer (KHM199). Zie ook De avonturen van een soldaat.
- In de Duitse tekst gaat het om een Weberschiffchen, een weefspoel. In de Nederlandse vertaling wordt gesproken over een schietspoel, dit is in het Duits een Schnellschütze. Zie ook smietspoel, klosje breien en weefgetouw.